# Гафаров Аблякім Селімович
Аблякім Селімович Гафаров (крим. Ablâkim Selim oğlu Ğafarov, Абляким Селим огълу Гъафаров; 23 вересня 1907 — 5 лютого 1976) — радянський військовий, партійний, державний та господарський діяч. Мав військове звання генерал-лейтенант.
Народився в селі Чайгоз Євпаторійського повіту. За національністю кримський татарин.
Виховувався в дитячому будинку імені Н. К. Крупської. У 1926 році закінчив сільськогосподарську школу в селищі Каратебе, після чого працював секретарем Євпаторійського РК ЛКСМ Кримської АРСР та на партійних посадах.
У 24-річному віці за особистим клопотанням Орджонікідзе був призначений директором Сакського бромзаводу (1931—1934). Одночасно у 1930—1935 роках навчався у Всесоюзній інженерно-промислової академії, яку закінчив із відзнакою.
У 1935—1938 керуючий Хімсольтресту Міністерства хімічної промисловості СРСР. Із 14 серпня 1938 по 10 жовтня 1940 року відповідальний секретар бюро і заступник голови Комісії радянського контролю, з 1940 Головний контролер наркомату Держконтролю СРСР.
20 червня 1941 року призначений заступником голови державної штатної комісії при Раднаркомі. Із 1942 року заступник завідувача управлінням кадрів ЦК ВКП (б), займався питаннями, пов'язаними з авіацією й металургією.
Із березня 1946 року перший заступник наркома, міністра Держконтролю СРСР. Потім — начальник Управління полімерної промисловості при РМ СРСР.
Нагороджений двома орденами Леніна, орденами Трудового Червоного Прапора, Вітчизняної війни I ступеня.
Після 1956 року учасник руху за повернення кримських татар в Крим.
Помер 5 лютого 1976 року в Москві. Похований на Даниловському мусульманському кладовищі.

## Вшанування пам'яті
У його честь названа вулиця в Сімферополі.
Також у місті Саки є вулиця Гафарова.